# Криволап Ганна Анатоліївна
Ганна Анатоліївна Криволап (нар. 26 квітня 1977, Київ) — українська художниця. Членкиня Національної спілки художників України (2001). Мешкає та працює в Україні.

## Життєпис
Ганна Криволап народилась у Києві в родині відомого українського художника Анатолія Криволапа та художниці-етнографа, дослідниці історії українського національного вбрання Зінаїди Васіної. Перші уроки живопису отримала від батьків, з дитинства багато творчо працювала.
Навчалась у Державній художній середній школі імені Тараса Шевченка (1989—1995; викладачі Зоя Лерман і Олег Животков).
У 2001 році закінчила Національну академію образотворчого мистецтва і архітектури (майстерня Д. Лідера).
Перша персональна виставка відбулася 1990 року в Тбілісі (Грузія).
Картини художниці експонувались на персональних виставках в Німеччині, США, Швейцарії, Туреччині, Нідерландах, Франції, Чорногорії.
Учасниця групових, всеукраїнських, міжнародних виставок, пленерів, арт-проєктів.
Твори зберігаються у колекції Посольства США в Україні, Музеї сучасного мистецтва України (Київ), Запорізькому обласному художньому музеї, Музеї молодого мистецтва (MOYA; Відень, Австрія), у численних приватних колекціях в Україні та за кордоном.

## Творчість
Ганна Криволап працює на перетині кількох стилів і напрямів. В образотворчій політрі впізнаються риси абстрактного експресіонізму, фовістичного дикунства та архаїчні мотиви народного малярства.
До основних серій художниці відносяться такі серій:
- Горизонти. "Картини Ганни Криволап з серії горизонти виростають з перетину вражень і суто живописних фантазій. Вона пише міста ніби з висоти пташиного польоту з віддалених точок огляду звідки вони розкриваються широкими панорамами. Художницю цікавить не стільки неповторність окремих міст скільки пластична виразність, гнучкий силуети, насиченість кольорів, що з далекої перспективи втрачають предметність, перерворюючи образ міста на чудову фата моргану. Пейзаж виступає тут «матеріалом, з якого художник будує свій кольоровий світ, сповнений краси, енергії і наруги». Галина Скляренко. «Ганна Криволап має рідкісний талант „пом'якшувати“ камерність міських пейзажів, додавати в них життя, не населяючи при цьому пейзажі живими істотами. Вона перетворює своє мальовниче місто в явище природи, а не творіння рук людини. Відображення пейзажу не буквальне, а настрій якийсь, атмосферний, повертається назад на об'єкт відображення, знову змінюючи його, змінюючи його дихання». Андрій Курков[8]
- Стрічки. У своїх роботах із серії «Стрічки» Ганна Криволап звертається до теми українських традицій, що є віддзеркаленням ментальності та душі народу. Натхненням для створення творів став відомий весільний обряд, коли дівчата пов'язують стрічки на огорожу, загадуючи свої сокровенні побажання. У цих роботах ми спостерігаємо, як завдяки своєрідній експресивній колористичній манері художниці, традиційна святкова інсталяція трансформується у сучасну мистецьку роботу.[9]
- Криниці. Це цикл робіт присвячений такому важливому для нашої ідентичності об'єкту, як колодязь. Що це: архітектурна споруда, джерело життя, місце, яке збирає спільноту? Серія зображує криниці різних регіонів України, які різняться стилями і виконанням. Перша робота зроблена в 2006 році.[10]
- Причетність. «Серія Причетність виникла як відбиток спогадів про контакт мисткині з старовинними артефактами — „мозаїками“. Художниця уникає орнаментальності, залишаючи геометричність побудови, це створює ефект монументальності. В основі проекту — оригінальна живописна техніка що передбачає малювання короткими мазками у формі прямокутників, з включенням контрастних кольорів що віддалено нагадає пуантелістичні практики». Роксана Рублевська[11][12]
- Динаміка галицького бароко. «Мова і пластика полотен „Динаміки Галицького бароко“ формувалися поступово і виростали крізь роботи серій Ганни Криволап „Пейзажі“, „Стрічки“, „Квітнення“, „Причетність“, „Ремінісценції“… серія є діалогом зі скульптором барокко Пінзелем і натхненна його енергією руху-лету й кольоропису „Стрічок“, поєднані з фольклорною пісенністю давніх і нових традицій. В основі нової теми прозирають напружена робота над структурою сходження й нашарування кольору в динаміці фізичній та умоглядній. Відчуваючи певну спорідненість із його сприйняттям простору й руху, художниця знов уважно занурилася у творчість загадкового скульптора. І виникла пристрасна й довірлива розмова. Художники нерідко ведуть діалоги з митцями-попередниками, котрі схвилювали або вплинули на них. Цикл картин „Динаміка Галицького бароко“ — яскравий приклад діалогу двох митців через століття. З одного боку, це виразний омаж, тобто шана, жест поваги митцю, котрий творив у 18 столітті, від художниці 21 століття, а з іншого — її власний палкий вислів, живописний текст про драми та конфлікти й душевну напругу сучасної людини». Олеся Авраменко[13][14]
- Пластичні варіації. Результат експериментів художниці з бодіартом, коли, рухаючись в танці, фігури з реального простору, набувши кольорового забарвлення, повертаються на поверхню полотна, надаючи зовсім іншого контексту людській постаті.[15]
- Абстракті композиції. Серія абстрактних полотен, що апелює до чуттєвості. Колір та його емоційно-психологічні властивості стають центром уваги. Автор, завдяки кольоровим сполученням і пластиці, занурює глядача в певний психологічний стан, ставлячи за мету звільнити мистецтво від будь якого контролю раціо, щоб вивільняти внутрішні пориви підсвідомого. Особливий акцент робиться на живописній поверхні.[16]

## Вибрані персональні виставки
- 1990 — перша персональна виставка у віці 13 років в Спілці художників, Тбілісі, Грузія.
- 1999,1996 — виставки в Irena Gallery, Київ, Україна.
- 2001 — виставка та Body-Art-Performance в «Persona-галерея», Київ, Україна.
- 2002 — виставка та Body-Art-Performance в галереї «Mytec», Київ, Україна
- 2003 — виставка «Гаряча хвиля» в «Арт-центр на Костьольній», Київ, Україна
- 2003 — GalerieDrucksache, Айхталь, Німеччина
- 2004 — виставка в галереї «MysteckaVitalnia», Київ, Україна
- 2005 — виставка в посольстві Німеччини, Київ, Україна
- 2006 — галерея Art Blues, Київ, Україна
- 2007 — галерея Да Вінчі, Київ, Україна
- 2007 — виставка «Київ», Галерея «Tryptych-Art», Київ, Україна
- 2008 — виставка «Kiev Horizons», BottegaGallery, Київ, Україна
- 2009 — виставка «Колодязі», BottegaGallery, Київ, Україна
- 2010 — виставка «Стамбул», Галерея «Tryptych-Art», Київ, Україна
- 2010 — галерея «Ленін», Запоріжжя, Україна
- 2012 — галерея «Tryptych-Art», Київ, Україна
- 2012 — Київська картинна галерея, Київ, Україна
- 2013 — MOYA — музей молодого мистецтва, Відень, Австрія
- 2013 — галерея Лавра, Київ, Україна
- 2013 — галерея «Tryptych-Art», Київ, Україна
- 2014 — галерея Hanikah «Horizons.Sarajevo», Sarajevo BIH
- 2015 — «Painting», Український інститут Америки, Нью-Йорк, США
- 2015 — «Андріївська церква» з серії «Горизонти», галерея Tryptych Art, Києв
- 2016 — «Стрічки», галерея Триптих Арт, Київ, Україна
- 2017 — «Цвіт», Галерея Лавра, Київ, Україна
- 2018 — «Цвіт», проект в галереї при Palais de L'Europe, Страсбург, Франція
- 2018 — «Горизонти», Галерея Barbara von Stechow, Франкфурт, Німеччина
- 2019 — «Причетність», галерея Марата Гельмана, Будва, Чорногорія
- 2019 — «Причетність», Музеї історії міста Києва, Київ, Україна[17]
- 2020 — «Ізоляція» онлайн виставка, галерея Barbara von Stechow, Франкфурт, Німеччина
- 2020 — проект «Ремінісценції», Національна спілка художників України, Будинок художника, Київ[18]
- 2022 — виставка «Діалог традицій», Львів, Національний музей у Львові імені Андрея Шептицького[19]
- 2023 — виставка «Світло крізь темряву», Музеї історії міста Києва, Київ, Україна[20]
- 2023 — виставка «Пульс любови», Київська картинна галерея, Київ[21]
- 2024 — виставка «Спектр», Музей діаспори України, Київ[22]

## Участь у міжнародних виставках
- 2007 — Art Kiev, Український Дім, Київ, Україна
- 2007 — Art International Zurich, Цюрих, Швейцарія
- 2008 — InternationaleKunstmesse, Зиндельфинген, Німеччина
- 2009 — Berlin-Berlin, GalerieArtodrom, Берлін, Німеччина
- 2009 — «Istanbul Contemporary», Стамбул, Туреччина
- 2010 — Збройна Мистецтво Тиждень, Нью-Йорк, США
- 2010 — Art Palm Beach Miami International, Маямі, США
- 2013 — CONTEXT art Miami — Маямі, США
- 2013 — ARTSD13 — Мистецтво Сан-Дієго 2013, Сан-Дієго, США
- 2013 — HFAF — мистецька ярмарка, Х'юстон, США
- 2014 — Арт-фестиваль «Saraewska zima», Сараєво, Боснія і Герцеговина

## Відзнаки
- Всеукраїнський культурно-мистецький проєкт «Трієнале живопису», Гран-прі за твір «Ідентифікація» (2023 рік).[23]
- Лауреатка Мистецької премії «Київ» 2021 року за серію живописних творів «Столиці світу» (2018—2020 рр.)[24]
- Лауреатка першої премії Всеукраїнського триєнале живопису (2013 рік)[25].

## Додаткове читання
- Корсунь Д. Магія кольору / Дмитро Корсунь // Українська культура. — 2008. — № 12. — С. 24—25 : іл.
- Рублевська Р. Феномен «Причетності» Ганни Криволап / Роксана Рублевська // Образотворче мистецтво. — 2019. — № 4. — С. 62—64 : іл.